# Бонилья, Эктор
Эктор Эрмина Бонилья Ребентун (исп. Hector Hermina Bonilla Rebentun; 14 марта 1939, Tetela de Ocampo Municipality, Пуэбла — 25 ноября 2022, Мехико) — мексиканский актёр, режиссёр, актёр озвучивания и продюсер.

## Биография
Родился 14 марта 1939 года в местечке Телета-де-Окампо, недалеко от города Куэцалан в мексиканском штате Пуэбла. С ранних лет маленький мальчик заявил родителям, что станет актёром, и те одобрили выбор сына, и уже с самых юных лет он состоял в труппе мексиканского театра INBA и ещё несколько лет спустя стал величайшим мексиканским киноактёром. Дебютировал актёр в кино в 1962 году и с тех пор сыграл в 75 фильмах и сериалах. Состоял в штате TV Azteca, так как ушёл с Телевисы в момент творческого кризиса. В России актёр был известен благодаря роли любовника Марии Елены Торрес де Роблес, афериста Пучо из культовой теленовеллы «Дикая Роза», Омара Сервантеса из сериала «Сеньора» и Хавьера из мексиканского ситкома «Женские секреты».
Скончался 25 ноября 2022 года в Мехико от рака почки.

### Личная жизнь
Актёр Эктор Бонилья был женат дважды. Первый брак был с мексиканской актрисой Сокорро Бонилья, счастье было недолгим — супруги развелись из-за того, что их интересовало только кино, а на личную жизнь не оставалось времени, и Сокорро о ней и не думала. Брак с Сокорро Бонилья был по расчёту — Сокорро, выйдя замуж за Эктора, хотела пробиться в кино и добилась этого, но личная жизнь не сложилась и с тех пор Сокорро Бонилья больше не вышла замуж. Вторая жена актёра София Альварес оказалась настолько искренне преданной, что брак существовал до смерти актёра. У них было трое сыновей — Леонор, Серхио и Фернандо.

## Фильмография

### Актёр сериалов
- 1967 — Дом зверей — Рамиро
- 1970 — Кошка — Парис
- 1971 — Свадебная фата
- 1973 — Письмо без адреса
- 1973 — Чужак в деревне
- 1974 — Отверженные
- 1975 — Палома — Алехандро
- 1975 — Беззащитный
- 1977 — Договор любви — Гильермо
- 1978 — Вивиана — Хорхе Армандо Монсада
- 1981 — Соледад — Хесус Санчес Фуэнтес
- 1982 — Ванесса — Лусиано де Сант-Херман
- 1983 — Страстная Исабела — Адольфо Кастанедо
- 1986 — Слава и ад — Мигель Вальярта
- 1987—1988 — Дикая Роза — Пучо, любовник Марии-Элены Торрес де Роблес
- 1988 — Пойманная — Гонсало Родригес
- 1988 — Дом в конце улицы — Сесар

## Награды и премии

### TVyNovelas
- 1983 — Лучший актёр — Ванесса — Номинирован
- 1985 — Лучший актёр — Страстная Исабела — Номинирован
- 1990 — Лучший отрицательный актёр — Дом в конце улицы — Победа